# Kombotádhes
Kombotádhes (Kompotades) är en ort i Grekland.   Den ligger i prefekturen Fthiotis och regionen Grekiska fastlandet, i den centrala delen av landet, 150 km nordväst om huvudstaden Aten. Kombotádhes ligger 42 meter över havet och antalet invånare är 539.
Terrängen runt Kombotádhes är varierad. Runt Kombotádhes är det ganska tätbefolkat, med 111 invånare per kvadratkilometer. Närmaste större samhälle är Lamia, 8,1 km nordost om Kombotádhes. Trakten runt Kombotádhes består till största delen av jordbruksmark.